# Бързак войвода
Бързак войвода е български хайдутин, действал в района на Софийско и Златишко в началото на XVII век.

## Биография
Около 1615 година застава начело на дружина, която действа в Стара планина и Средна гора. Около 1618 година дружината напада дома и убива заможния турчин Хаджи Вели от село Горно Камарци, вероятно местен насилник. Негови четници са Ованчо Шошовичеоглу, Младен Халкалъоглу и Иван Станоев от село Столник и други.